# 1980年代のラグビー
< 1980年代
- 1980年代前後:1970年代のラグビー - 1980年代のラグビー - 1990年代のラグビー

## できごと

### 1980年
- 1月3日 - 第16回大学選手権は明大が同大を破り、2年ぶりV（6‐3）
- 1月6日 - 第1回全国中学校大会は同志社中が優勝（秩父宮）
- 1月7日 - 第59回全国高校大会は目黒が東京決戦を制す（16-14久我山）
- 1月8日 - 第32回全国社会人大会は新日鐵釜石が優勝（27-13東京三洋）
- 1月15日 - 第17回日本選手権は新日鐵釜石が連覇（32-6明大）
- 3月16日 - NZUが来日（3勝1敗）
- 4月2日 - 高校日本代表がNZ遠征（6勝）
- 4月13日 - 第4回香港セブンズ、日本はプレート優勝
- 4月23日 - 全新日鐵がカナダ遠征（7勝3敗）
- 7月30日 - 日本代表フランス遠征メンバー発表。藤田剛が初の10代で代表入り
- 8月 - 法大が初のNZ合宿へ
- 9月16日 - ウェールズ協会100周年。世界選抜に石山、氏野、藤原が参加
- 10月4日 - 日本代表がフランス・オランダ遠征（5敗）
- 11月6日 - 明大・北島忠治は腫瘍の手術から退院
- 11月16日 - 第7回アジア大会は日本が7連覇（台北）
- 12月6日 - 慶大が23年ぶりに関東大学対抗戦制覇（72-0東大）

### 1981年
- 1月3日 - 第17回大学選手権は同大が初優勝(11-6明大)
- 1月6日 - 第31回全国地区対抗大学大会は関東学大が初優勝（45-7広島大）
- 1月7日 - 第60回全国高校大会は伏見工が初優勝（7-3大阪工大高）
- 1月8日 - 第33回全国社会人大会は新日鐵釜石が3連覇（31-15東京三洋）。第11回全国高専大会は神戸市立工専が初優勝（28-7都城工専）
- 1月15日 - 第18回日本選手権は新日鐵釜石が3連覇（10-3同大）
- 3月6日 - 豪州学生代表来日（4勝1敗）
- 5月10日 - 同大ラグビー部創設70周年記念式典
- 8月15日 - 全新日鐵がソ連遠征（3勝2敗）
- 8月28日 - 菅平高原50周年記念式典
- 9月13日 - ダブリン大来日（4勝2敗）
- 10月2日 - NZポンソンビークラブ来日（4勝）
- 11月3日 - 関東社会人リーグは東京三洋が東芝府中を18-14で破り、優勝
- 11月8日 - 西日本社会人リーグは九州電力、日新製鋼が同率優勝
- 12月5日 - 法大が関東大学リーグ戦を3連覇（15-4専大）
- 12月6日 - 関東大学対抗戦は早大が5年ぶりに明大を破り優勝（21-15）。同大が関西大学リーグ戦を6連覇（18-3天理大）
- 12月13日 - 関西社会人リーグはトヨタ自工が全勝優勝（34-10近鉄）

### 1982年
- 1月4日 - 第18回大学選手権は明大が逆転優勝（21-12早大）
- 1月7日 - 第61回全国高校大会は大阪工大高が優勝（13-4秋田工）
- 1月8日 - 第34回全国社会人大会は新日鐵釜石が4連覇（19-0トヨタ自工）
- 1月15日 - 第19回日本選手権は新日鐵釜石が4連覇（30-14明大）
- 1月24日 - 香港代表来日（3敗）
- 3月21日 - 全早大が英仏遠征（2勝2敗）
- 3月23日 - 高校日本代表がイングランド遠征（5勝1敗）
- 4月1日 - カナダ代表が来日（4勝2敗）、日本はテストマッチ連勝
- 4月24日 - 日本代表がNZ遠征へ（3勝6敗1分）
- 6月20日 - 第1回関東クラブチーム交流試合（菅平）
- 8月21日 - 高校日本代表がカナダ遠征へ（3勝1敗）
- 9月12日 - NZU、イングランド学生代表を招いて三国対抗開催。イングランド学生代表が全勝優勝
- 9月23日 - 京大ラグビー部創部60周年記念式典
- 11月28日 - 第8回アジア大会は、日本が決勝戦で韓国に敗れる（9-12/延長戦）
- 12月4日 - 関東大学リーグ戦は専大が法大を破り（22-3）、初の完全優勝。関西大学リーグ戦は同大が天理大を破り（28-3）、7連覇
- 12月17日 - 日本代表のキャップ制導入（254人が対象に）。関東大学対抗戦は早大が明大を破り（23-6）連覇。この早明戦の入場者数が6万人を超える

### 1983年
- 1月7日 - 第62回全国高校大会は國學院久我山が優勝（31-0目黒）
- 1月8日 - 第35回全国社会人大会は新日鐵釜石が5連覇（16-0トヨタ自動車）
- 1月9日 - 第19回大学選手権は同大が明大を破り、2度目のV（18-6）
- 1月15日 - 第20回日本選手権は新日鐵釜石が同大を破り5連覇（21-8）
- 2月13日 - NZペートネクラブ来日（5勝）
- 3月23日 - 専大がアイルランド遠征（2敗）
- 3月27日 - 第8回香港セブンズはカップ1回戦でフィジーに完敗
- 4月2日 - 同大、明大がNZ帯同遠征（5勝9敗）
- 6月25日 - 明大創部60周年記念祭
- 7月3日 - 第3回国際ゴールデン・オールディーズフェスティバルに。日本から「ワク・サン」が初参加（シドニー）
- 8月4日 - 法大が創部60周年記念のNZ]・豪州遠征（1勝5敗）
- 8月10日 - 高校日本代表がNZ遠征（2勝4敗1分）
- 9月7日 - オックスフォード第、ケンブリッジ大来日。全明大、全同大とともに日英4大学対抗ラグビーに出場
- 10月22日 - 日本代表ウェールズ遠征から帰国（2勝2敗1分）
- 11月26日 - 日体大が5年ぶり3回目の関東大学対抗戦制覇
- 11月25日 - 関東大学リーグ戦は専大が28―7で中大を下して優勝。関西大学Aリーグは天理大が優勝。出場辞退の同大は最下位扱いに。翌年はBリーグから京産大が昇格、同大も含め9校の争いに
- 11月27日 - 同大が京産大を破り、関西大学リーグ8連覇（22-3京産大）
- 12月3日 - 法大が関東大学リーグ戦優勝（15-3中大）
- 12月11日 - 関西社会人リーグで史上初の3チーム優勝

### 1984年
- 1月7日 - 第63回全国高校大会は天理が12年ぶり優勝（18-16大分舞鶴）。第20回大学選手権は同大が連覇（31-7日体大）
- 1月8日 - 第36回全国社会人大会は新日鐵釜石が6連覇（31-0東芝府中）
- 1月15日 - 第21回日本選手権は新日鐵釜石が6連覇（35-10同大）
- 1月26日 - 豪州北テリトリー州協会100周年記念試合に松尾雄司が世界選抜の主将として出場
- 3月14日 - 東芝府中がイングランド遠征（2勝3敗）
- 4月 - NEC、セコム、ワールドが創部
- 4月14日 - 関東代表がアメリカ・カナダ遠征（2勝3敗）
- 9月23日 - フランス代表来日（5勝）
- 10月27日 - 第9回アジア大会が福岡で開催、日本は韓国を破り8度目の優勝
- 11月21日 - 林敏之がオックスフォード大と戦うスタンレーマッチに出場
- 12月1日 - 慶大が全勝で29年ぶり関東大学対抗戦優勝（94-0東大）。法大が大東大を破り関東大学リーグ戦連覇（22-15大東大）
- 12月2日 - 明大が早明戦に敗れ対抗戦5位に沈み、交流戦出場できず
- 12月28日 - コザ高が沖縄県勢として花園初勝利（15-0石巻）

### 1985年
- 1月6日 - 第21回大学選手権は同大が3連覇（10-6慶大）。第37回全国社会人大会で新日鐵釜石7連覇（22-0神戸製鋼）。第35回全国地区対抗大学大会で北海道大が初優勝（19-8新潟大）第20回全国教育系大学大会で文教大が初優勝（17-6奈良教育大）
- 1月6日 - 第25回全国地区対抗大会は中京大が優勝（35-11福岡大）
- 1月7日 - 第64回全国高校大会で秋田工が16年ぶり優勝（9-4相模台工）
- 1月8日 - 第15回全国高専大会で大阪府立工専が優勝（16-4松江工専）
- 1月15日 - 第22回日本選手権は新日鐵釜石が7連覇（31-17同大）
- 2月15日 - 日本協会金野滋会長が大英勲章4位を受賞
- 3月3日 - 慶大がイングランド遠征（2勝3敗）
- 3月20日 - ラグビーワールドカップ開催決定
- 3月21日 - 高校日本代表がウェールズ遠征（5勝2敗）
- 4月4日 - アメリカ代表が初来日(6勝)
- 5月19日 - アイルランド代表が初来日（5勝）
- 6月23日 - 新日鐵釜石がNZ遠征（3勝2敗）
- 6月30日 - 法大グラウンドが元住吉から八王子へ移転
- 10月9日 - 日本代表がフランス遠征へ（6敗）
- 10月10日 - 豪州ランドウィッククラブ来日（2勝）
- 11月17日 - 同大が大体大に8―34で敗れ、関西大学リーグの連勝記録が71で止まる
- 12月1日 - 早明戦の入場者が6万2千人、史上初前売り期間中に完売。サントリーが初の全国大会出場（28-3横河）

### 1986年
- 1月1日 - 秋田工が花園史上最多の通算100勝（16-6八幡工）
- 1月4日 - 第22回大学選手権は慶明が引き分け優勝（12-12）
- 1月5日 - 日本選手権出場権は抽選にて慶大が獲得
- 1月6日 - 第38回全国社会人大会はトヨタ自動車が優勝（12-3神戸製鋼）。第36回全国地区対抗大学大会は名城大が優勝(39-13東京学芸大)。第21回全国教育系大学大会は文教大が連覇(38-4名古屋大)
- 1月7日 - 第65回全国高校大会は大東大一が初優勝（8-0本郷）
- 1月15日 - 第23回日本選手権は慶大が18-13でトヨタ自動車を破る
- 3月7日 - 明大・北島忠治監督が吉川英治文化賞を受賞
- 3月16日 - NZマナワツ地区代表来日（3勝）
- 3月18日 - 高校日本代表がアイルランド遠征（4勝1敗）
- 5月11日 - 日本代表がアメリカ・カナダ遠征（4勝3敗1分）
- 5月21日 - 日本A代表が豪州遠征（2勝4敗）
- 7月30日 - 高校日本代表がNZ遠征（3勝3敗）
- 9月12日 - 日本代表がスコットランド・イングランド遠征（2勝6敗）
- 9月16日 - 北アイルランド、クィーンズ大ベルファスト来日（3勝2敗）
- 11月29日 - 第10回アジア大会で再び韓国に王座を明け渡す（22-24）
- 11月30日 - 同大が関西大学リーグ戦を全勝優勝（31-0天理大）
- 12月3日 - 豪州ニューサウスウェールズ州高校選抜が来日（6勝）
- 12月7日 - 5年ぶりの全勝対決となった早明性は明大が勝利（13-12）

### 1987年
- 1月6日 - 第37回全国地区対抗大学大会は神奈川大が初優勝（19-9東北学大）。第22回全国教育大学大会は仙台大が初優勝（15-10文教大）
- 1月7日 - 第66回全国高校大会國學院久我山が優勝（22-6熊谷工）
- 1月8日 - 第39回全国社会人大会はトヨタ自動車が連覇（19-6新日鐵釜石）。第17回全国高専大会は宮城工専が初優勝（25-0宇部工専）
- 1月10日 - 第23回大学選手権は大東大が初優勝（12-10早大）
- 1月15日 - 第24回日本選手権はトヨタ自動車が9年ぶり日本一（26-6大東大）
- 2月28日 - カンタベリー大が来日(7勝)
- 3月1日 - 全早大がアイルランド遠征でダブリン大を26-6で破る（2勝3敗）
- 4月12日 - 韓国選抜来日（1勝1敗）
- 4月30日 - 全長崎が韓国遠征（1勝2敗）
- 6月3日 - 第1回ワールドカップはNZが優勝
- 6月10日 - 九州電力が韓国遠征（1勝2敗）
- 7月8日 - トヨタ自動車がNZ遠征（2勝1敗）
- 9月18日 - アイルランド学生代表来日(4勝1敗)
- 10月18日 - NZ代表オールブラックス初来日（5勝）
- 12月5日 - 関西大学リーグ戦は京産大が同大に10-9で初勝利、大体大が得失点差で優勝。大東大が関東大学リーグ戦を全勝で連覇（41-10専大）
- 12月6日 - 早大が5年ぶりに関東大学対抗戦全勝優勝（10-7明大）

### 1988年
- 1月6日 - 第38回全国地区対抗大学大会は國學院大が初優勝（16-3国際武大）
- 1月7日 - 第67回全国高校大会は秋田工が優勝（9-4相模台工）
- 1月9日 - 第40回全国社会人大会は東芝府中が初優勝（19-7トヨタ自動車）
- 1月10日 - 第24回大学選手権は早大が9回目の優勝(19-10同大)
- 1月13日 - クイーンズランド州高校代表が来日（2勝）
- 1月15日 - 第25回日本選手権は早大が勝利（22-16東芝府中）
- 2月21日 - NZリンカーン大来日（4勝2敗）
- 3月20日 - 東芝府中がウェールズ・イングランド遠征（1勝4敗）
- 3月30日 - 高校日本代表がイングランド遠征（4勝1敗）
- 5月1日 - 青学大が韓国遠征（1勝1敗）
- 5月11日 - 日新製鋼がNZ遠征（1勝4敗）
- 7月22日 - U19日本代表が豪州遠征（5勝2敗）
- 7月24日 - 全早大が豪州遠征(5勝)
- 7月31日 - 日体大がNZ遠征（1勝1敗）
- 8月7日 - 関東学大がNZ・豪州遠征（2勝3敗）
- 9月 - 秩父宮のバックスタンド、野球場側のスタンド改装が終わる
- 9月3日 - 日本協会による初めての監督・コーチ会議開催
- 9月18日 - オックスフォード大来日（5勝）
- 10月2日 - 香港代表来日（2勝1敗）
- 11月19日 - 第11回アジア大会では日本は韓国に連覇を許す（13-17）
- 12月3日 - 関東大学リーグ戦は大東大が3連覇、30連勝（32-13専大）。関西大学リーグ戦は同大が2年ぶり優勝（38-10大体大）

### 1989年
- 1月7日 - 第68回全国高校大会は天皇崩御のために決勝戦が中止に
- 1月10日 - 第41回全国社会人大会は神戸製鋼が初優勝(23-9東芝府中)
- 1月11日 - 第25回大学選手権は大東大・明大が両校優勝（13-13）。新規定のトライ数で大東大が日本選手権へ
- 1月15日 - 第26回日本選手権は神戸製鋼が勝利（46-17大東大）
- 2月26日 - 全同大が英国遠征へ（3勝2敗）
- 4月23日 - U23日本代表がNZ遠征（4勝2敗）
- 4月29日 - 横河電機が中華台北遠征（2勝）
- 5月5日 - 九州代表が韓国遠征（1敗1分）
- 5月14日 - スコットランド代表来日（4勝1敗）
- 7月23日 - 大体大がNZ遠征（2勝2敗）
- 8月4日 - 関東社会人選抜がカナダ遠征（3勝）
- 8月11日 - 明治生命が豪州遠征（2敗）
- 8月26日 - 日本A代表が西サモア・トンガ遠征（1勝2敗）
- 9月4日 - 日本代表・代表候補がカナダ遠征（2敗）